# Bouillon (Belgium)
Bouillon (vallonul Bouyon) belga település Vallónia régióban, Luxembourg tartományban. Híres középkori vára révén a környék fontos turisztikai központja.

## Földrajz
A település Belgium déli részén, a francia határtól nem messze található, a Semois folyó egyik kanyarulatában. Átlagos tengerszint feletti magassága 220 m; jórészt erdők veszik körül.

## Történelem
A bouilloni grófságot a 8. század derekán alapították. A középkorban a település az Alsó-Lotaringiai hercegséghez tartozott. A Semois folyó hurokszerű kanyarulatában épült vár legkorábbi említése 998-ból való. Leghíresebb ura Bouillon Gottfried volt, az első keresztes hadjárat vezető alakja, aki 1076-ban szerezte meg a várat, de abból a célból, hogy fedezni tudja a keresztes hadjárat költségeit, hamarosan túl is adott rajta, így a vár 1096-ban a Liège-i Püspökség kezébe került. A francia hadsereg 1678-ban szerezte meg. A település 1815-től, a waterlooi csatát követően Hollandia, majd 1830-tól Belgium része.
Helytörténeti múzeuma a Musée Ducal Bouillon.

## Források

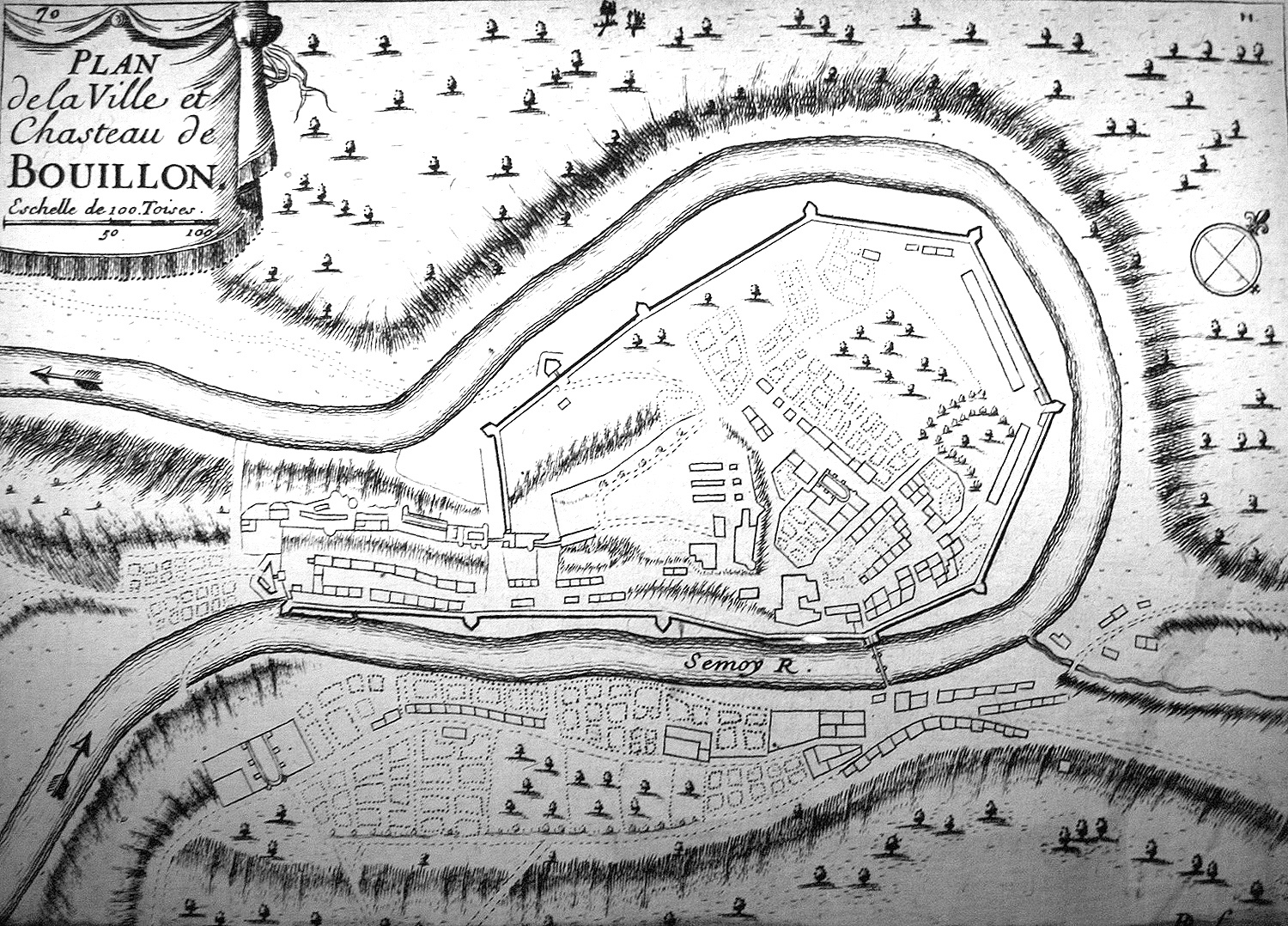
Bouillon és a vár régi térképe